# Kacper: Szkoła postrachu
Kacper: Szkoła postrachu lub Kacper: Szkoła strachu (ang. Casper’s Scare School) – amerykański film animowany zrealizowany w technice komputerowej, opowiadający o przyjaznym duszku – Kacprze. Tym razem Kacper zostaje wysłany do szkoły postrachu, gdzie wreszcie ma nauczyć się straszyć.
Premiera filmu w Polsce odbyła się w Kinie Cartoon Network, 9 grudnia 2007 roku o godz. 18:00 w Cartoon Network. Premiera filmu miała miejsce w Kinie Boomerang 19 listopada 2011 roku w Boomerangu.
20 lutego 2009 roku została wydana płyta DVD przez producenta Cass Film pt. „Casper: Szkoła strachu”.

## Fabuła
Kibosh karze wujkom Kacpra wysłać go do Szkoły Postrachu, gdy widzi, że ducha wystraszył jego ludzki przyjaciel, Jimmy. Kacper i jego wujkowie bardzo to przeżywają. W szkole nikt poza zombie Manthą i mumią Ra nie lubi ducha, a zwłaszcza wampir Thatch, który szczególnie uwziął się na Kacpra. Już pierwszego dnia Kacprowi dzieją się przykre rzeczy, drugiego wcale nie jest lepiej. Kacper, Mantha i Ra wymyślają plan, dzięki któremu wszyscy myślą, że Kacper jest łobuzem. Jednak pewnej nocy wszyscy odkrywają sekret ducha – regularnie odwiedza on Jimmy’ego patrzeć jak chłopiec gra w piłkę. Alder i Dash zmuszają Kacpra do nastraszenia przyjaciela. Duch bardzo niechętnie spełnia to zadanie. Po powrocie do szkoły Kacprowi jest bardzo smutno i idzie do Doliny Mroku, gdzie spotyka swoją ciocię, oraz Wujcię Aldera i Dasha. W tym czasie dyrektorzy chcieli przetestować na Kacprze miksturę petryfikującą, żeby sprawdzić czy zadziała na ducha. Kiedy dowiadują się, że Kacper poszedł do Doliny Mroku testują miksturę na jego wujkach, którzy zostają spetryfikowani. Potem używają jej na Kiboshu, również zmieniając go w kamień. Mantha, Ra i Kapitan odnajdują Kacpra i przy okazji zabierają z doliny wszystkich wygnanych. Po zmienieniu niemalże całego miasta w kamień Alder i Dash zostają skonfrontowani z Wujcią, którzy każą im naprawić wyrządzone szkody. Kibosh jest wdzięczny Kacprowi i akceptuje jego przyjaźń z ludźmi.

## Obsada
- Devon Werkheiser – Kacper
- Matthew Underwood – Thatch
- Billy West – Fatso, Figurehead
- Dan Castellaneta – Stretch
- John DiMaggio – Stinky, Frankengymteacher
- Kevin Michael Richardson – Kibosh
- James Belushi – Alder
- Bob Saget – Dash
- Kendre Berry – Ra
- Christy Carlson Romano – Mantha
- Maurice LaMarche – Pirat, Thurdigree Burns
- Debi Derryberry – Banana Lady, Nauczycielka historii
- Pat Fraley – Narrator, Scare Center Host #1, Wilkołak, Wolfie
- Scott Menville – Scare Center Host #2, Pumpkinhead, Pool Guy, Brainiac
- Brett DelBuono – Jimmy
- Jason Harris – Trener, Flyboy, Gargoyle, Skinny Ghost
- Nika Futterman – Monaco
- Kevin McDonald – Papuga Beaky
- Terri Douglas – Drip, Fishboy
- Phyllis Diller – Ciotka Spitzy
- Captain & Tennille – The Ancle
- Candi Milo
- John Kassir

## Wersja polska

### Wersja telewizyjna
Opracowanie i udźwiękowienie wersji polskiej: Studio Sonica

Reżyseria: Jerzy Dominik

Dialogi i teksty piosenek: Agnieszka Farkowska

Udział wzięli:
- Edyta Jungowska – Kacper
- Tomasz Marzecki – Kapitan
- Grzegorz Drojewski – Papuga
- Kajetan Lewandowski – Jimmy
- Włodzimierz Bednarski – Kibosh
- Mieczysław Morański – Stinky
- Ryszard Nawrocki – Stretch
- Jan Prochyra – Fatso
- Joanna Pach – Mantha
- Paweł Szczesny – Alder
- Janusz Wituch – Dash
- Franciszek Rudziński – Ra
- Joanna Węgrzynowska – Historyczka
- Artur Pontek – Thatch
- Ewa Kania – Cioteczka
- Jarosław Boberek –
  - Smok,
  - Nauczyciel w-fu
- Wojciech Paszkowski – Mucha
- Jacek Bursztynowicz – Wujek Aldera i Dasha
- Ryszard Olesiński – Statek

Piosenki śpiewali: Joanna Węgrzynowska, Tomasz Steciuk

### Wersja DVD
Opracowanie i udźwiękowienie wersji polskiej: na zlecenie Cass Film – Eurocom Studio

Reżyseria: Wojciech Szymański

Dialogi: Maciej Wysocki

Dźwięk i montaż: Jacek Gładkowski

Opracowanie muzyczne: Marta Radwan

Kierownictwo produkcji: Marzena Omen-Wiśniewska

Udział wzięli:
- Monika Kwiatkowska – Mantha
- Katarzyna Łaska – Mickey
- Anna Gajewska – Haidy Hoper
- Joanna Pach – Monaco
- Maria Winiarska
- Krzysztof Szczerbiński – Kacper
- January Brunov – Stretch
- Mieczysław Morański – Stinky
- Tomasz Marzecki – Fatso
- Robert Tondera – Kapitan
- Paweł Szczesny – Kibosh
- Robert Czebotar – Dash
- Wojciech Paszkowski –
  - Papuga,
  - Alder,
  - Marey
- Stefan Knothe – pan Smok
- Artur Pontek – Ra
- Cezary Kwieciński – Thatch
- Grzegorz Drojewski – Muchołak
- Krzysztof Zakrzewski – Franken Trener
- Janusz Wituch
- Tomasz Jarosz

Teksty piosenek: Andrzej Gmitrzuk

Śpiewali: Tomasz Steciuk, Maria Winiarska, Wojciech Paszkowski
Lektor: Tomasz Knapik